# Jaegasi Sigeo
Jaegasi Sigeo (Ivate, 1933. március 24. – 2011. május 2.) japán válogatott labdarúgó.
A japán válogatott tagjaként részt vett az 1956., az 1964. és az 1968. évi nyári olimpiai játékokon.

## Statisztika
| Japán válogatott | Japán válogatott | Japán válogatott |
| Időszak          | Mérk.            | gól              |
| ---------------- | ---------------- | ---------------- |
| 1956             | 3                | 0                |
| 1957             | 0                | 0                |
| 1958             | 2                | 0                |
| 1959             | 5                | 0                |
| 1960             | 1                | 0                |
| 1961             | 7                | 2                |
| 1962             | 7                | 3                |
| 1963             | 5                | 4                |
| 1964             | 2                | 2                |
| 1965             | 4                | 0                |
| 1966             | 2                | 0                |
| 1967             | 3                | 0                |
| 1968             | 4                | 0                |
| Összesen         | 45               | 11               |